# Окислител
Окислител се нарича частица (атом или йон), която в хода на химична реакция претърпява редукция, т.е. приема електрони в електронната си обвивка, като така понижава своята степен на окисление.
Окислителните свойства на даден химичен елемент се определят от броя на неговите валентни електрони или мястото му в периодичната система. По периоди окислителните свойства се усилват с нарастване на атомния номер на химичните елементи. По групи окислителните свойства отслабват с нарастването на атомния номер.
По-силни окислители са металите след водорода в РОАМ (ред на относителна активност на металите). Флуорът е най-силният окислител от всички химични елементи.